# Volkach
Volkach település Németországban, azon belül Bajorországban. Lakosainak száma 8789 fő (2023. december 31.).

## Népesség
A település népessége az elmúlt években az alábbi módon változott:
| Lakosok száma | 1906 | 3302 | 5634 | 9151 | 8656 | 8664 | 8721 | 8811 | 8782 | 8789 |
|               | 1875 | 1950 | 1975 | 2010 | 2012 | 2013 | 2015 | 2017 | 2021 | 2023 |